# 長松院 (茨城県東海村)

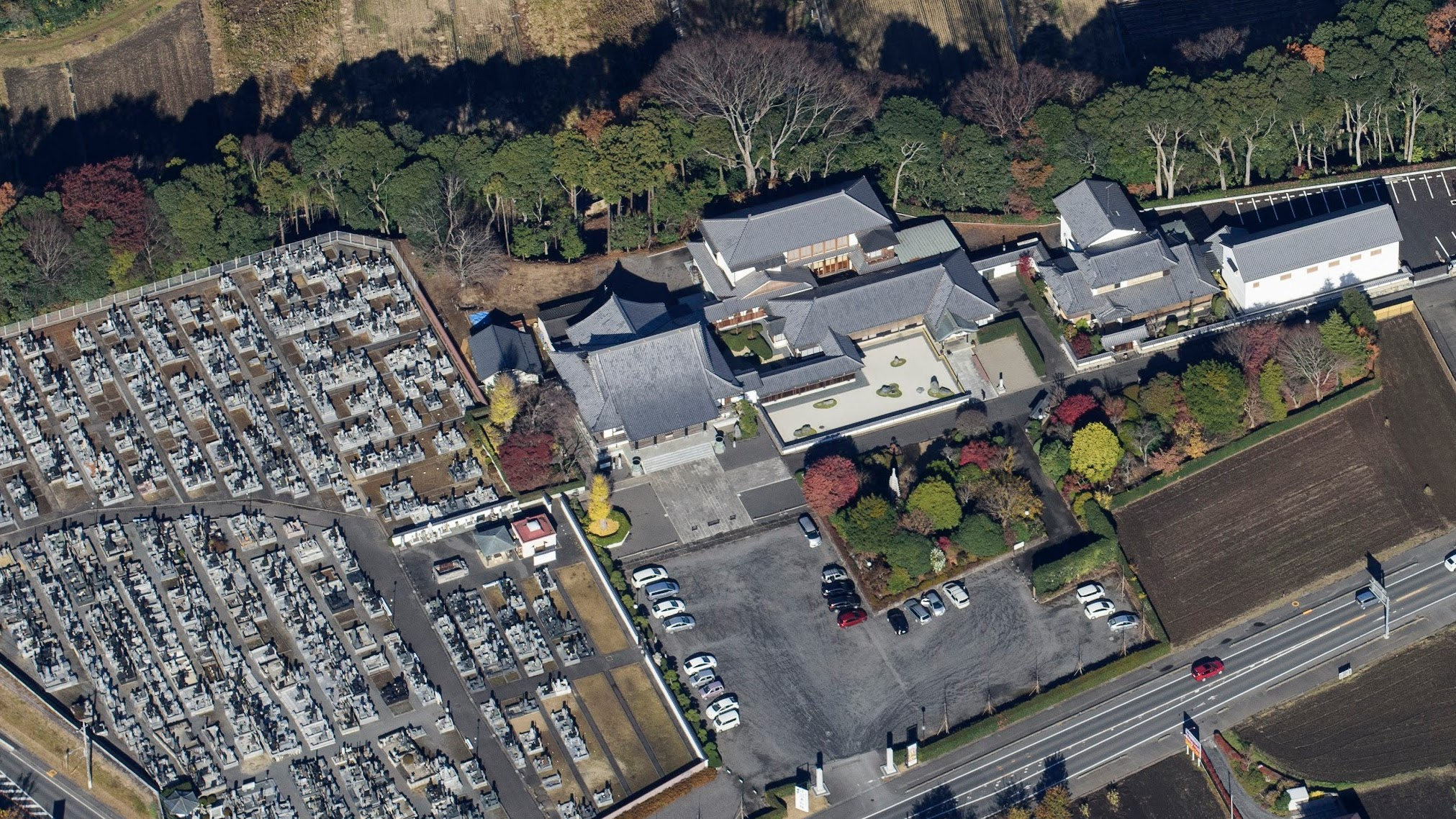
長松院全体図

長松院（ちょうしょういん）は、茨城県那珂郡東海村にある曹洞宗の仏教寺院。
山号を住吉山（すみよしざん）、寺号を吉祥寺（きちじょうじ）と称する。
開山は雪渓道瑞であり、本尊は虚空蔵菩薩である。

## 歴史

### 石神小野崎氏との関係
長松院は長享元年（1487年）に、雪渓道瑞によって開かれた。雪渓道瑞は茨城県小美玉市の曹洞宗寺院、鳳林院の二世信中永篤の弟子である。開基は小野崎越前守（通綱）であり、通綱は石神城を居城としていたため、長松院は石神城の歴代城主の菩提寺となった。
延徳元年（1489年）に佐竹義治率いる佐竹軍は、伊達・葦名・結城の連合軍との戦いになる。道綱はこの戦いで佐竹義治の身代わりとなり自害した。その後佐竹軍は戦いに勝利し、通綱の功績から子である通老に石神350貫、河合350貫の領地が与えられ、通老は石神城主として石神氏を名乗るようになる。現在、長松院には石神城主初代通老、二代通長、三代通実の位牌を祀っている。

### 水戸徳川家との関係
長松院には徳川将軍家並びに水戸徳川家の位牌二基が安置されている。徳川将軍家の位牌には初代家康から11代家斉までが記されており、水戸徳川家の位牌には初代頼房から8代斉脩までが記されている。言い伝えでは斉脩の正室である峰姫が作成したものであるとされ、その後長松院に移されたという。

## 伽藍
伽藍とは仏教寺院の主要建物群を意味する。長松院には、本堂を中心として北西方面にのびた伽藍が聳える。
- 本堂：平成三年に完成した本尊虚空蔵菩薩を祀る長松院の中心的な建物。伝統的な入母屋造りで、広さは130畳を超える。
- 正門（北門）：境内の北西側にある唐門で長松院の正門。本堂からのびる参道の端に位置する。元々は「大門」と呼ばれ、石神城に続く道の関所となっていた。
- 客殿：平成三年に完成した長松院の受付を兼ねる来客用の建物。
- 参道：参道は馬場とも呼ばれ、兵士による馬の修練場でもあり、また馬の乗り継ぎ場でもあった。
- 会館：平成二十三年に完成した長松院の会館。法要等の待合室や大規模な会議などに使用される。

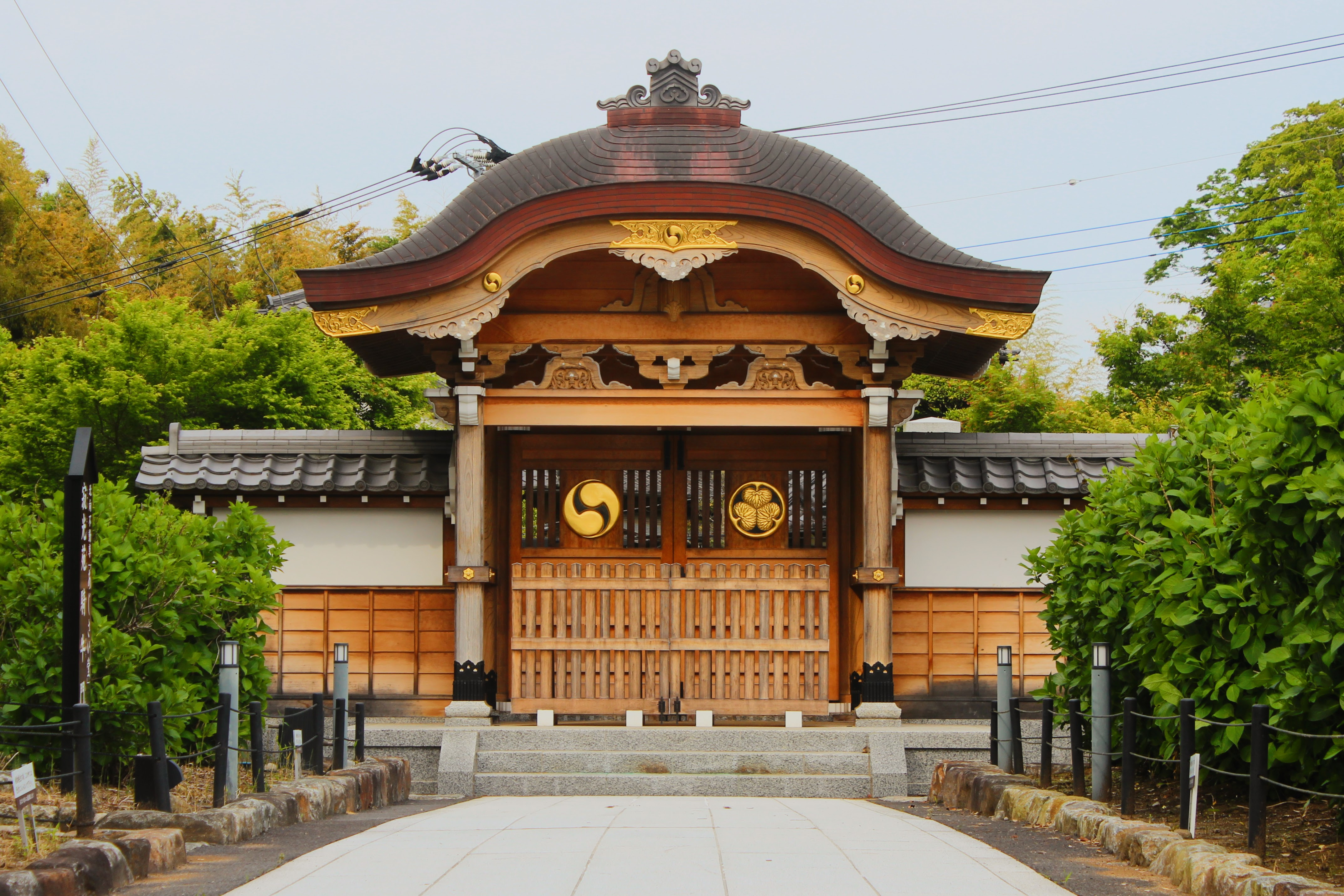
正門（北門）
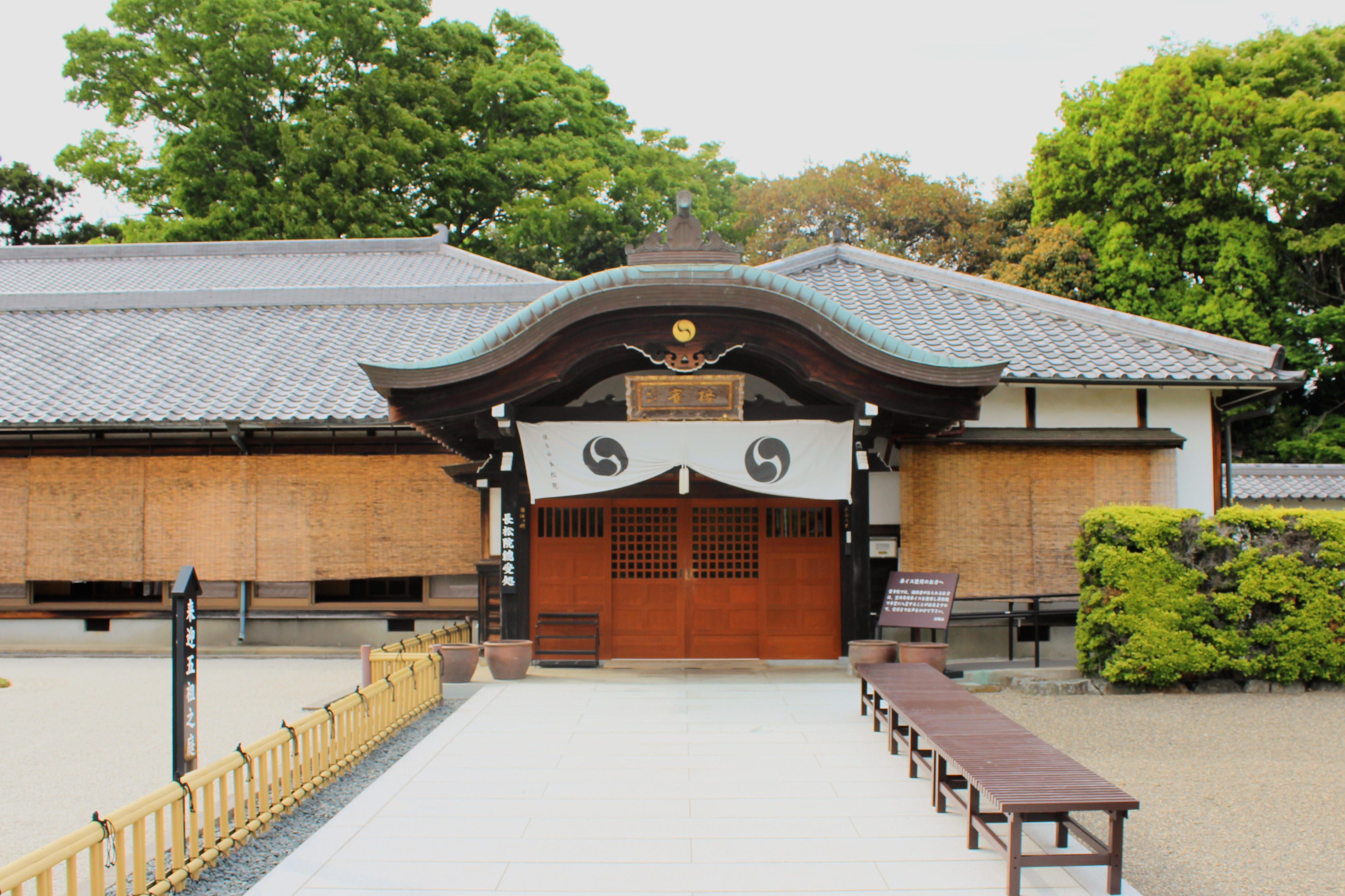
客殿
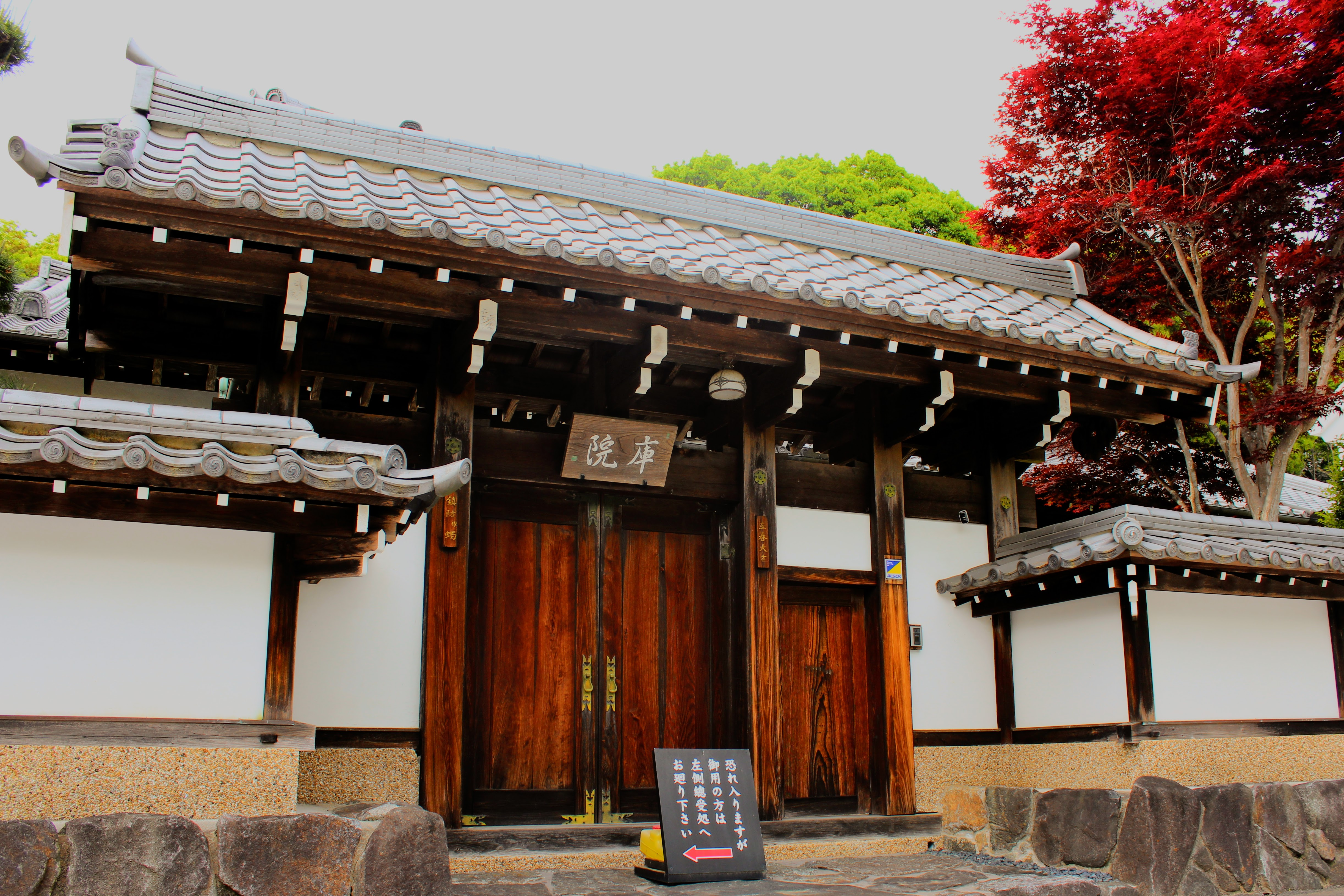
庫院
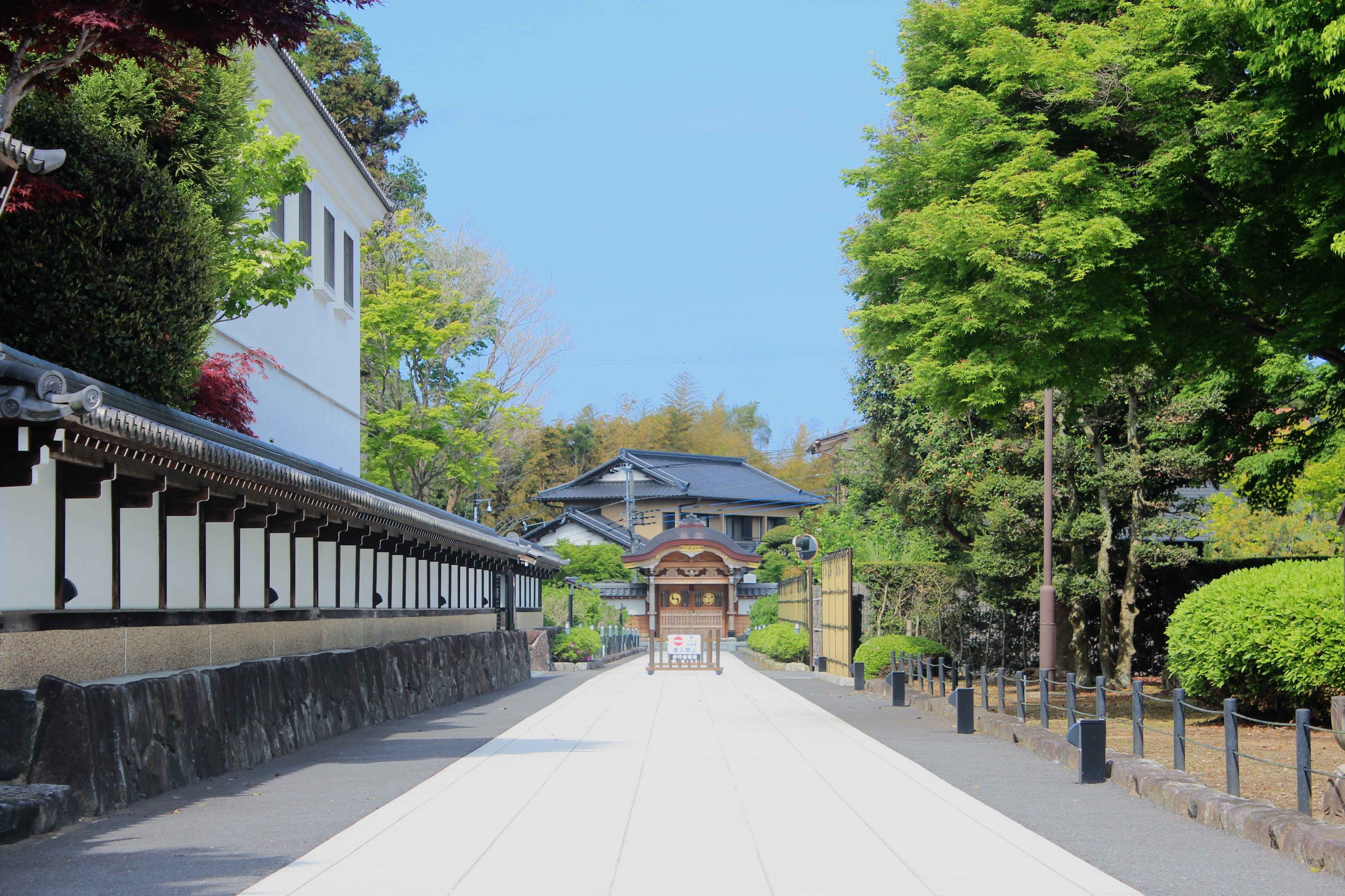
参道
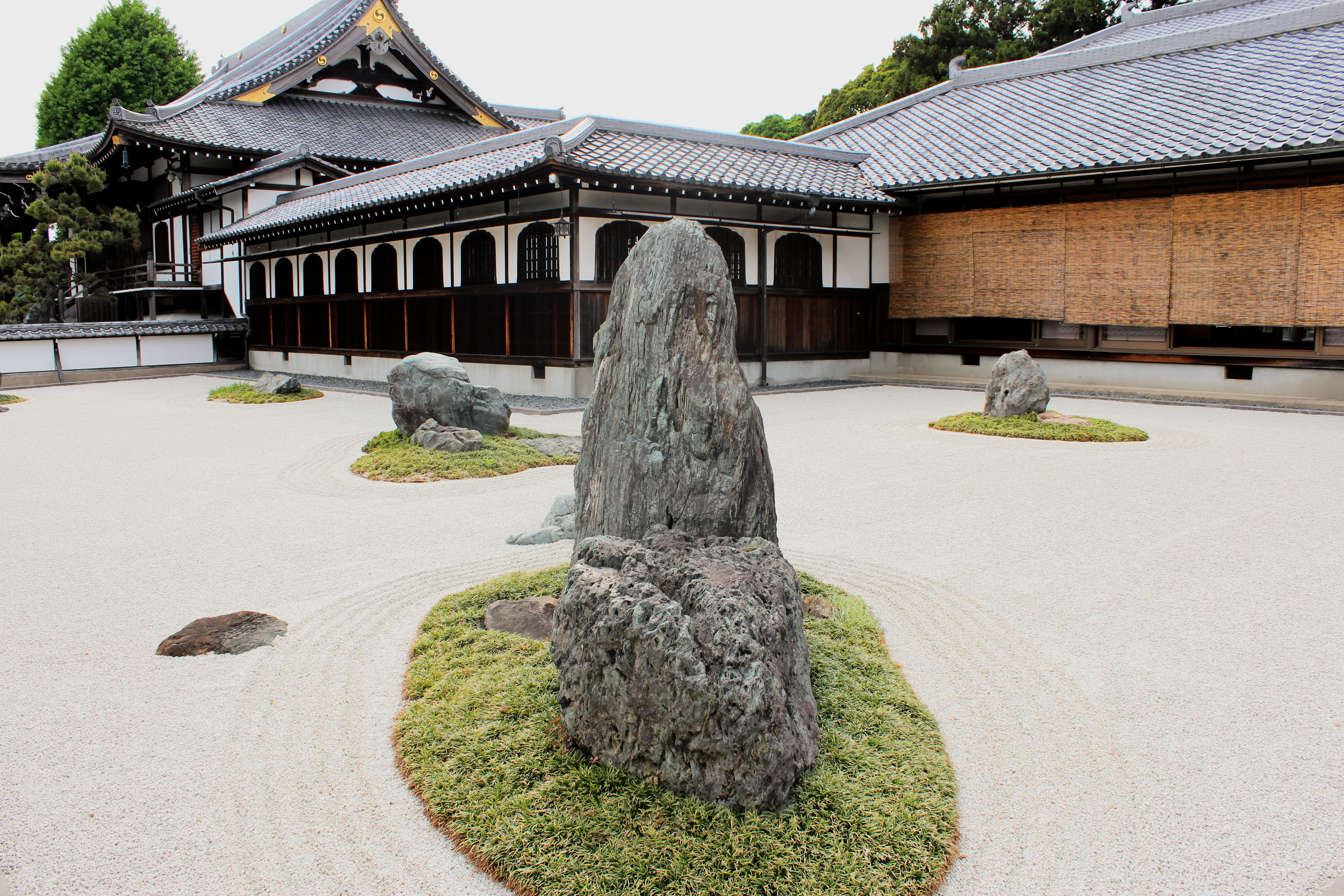
来迎五祖之庭
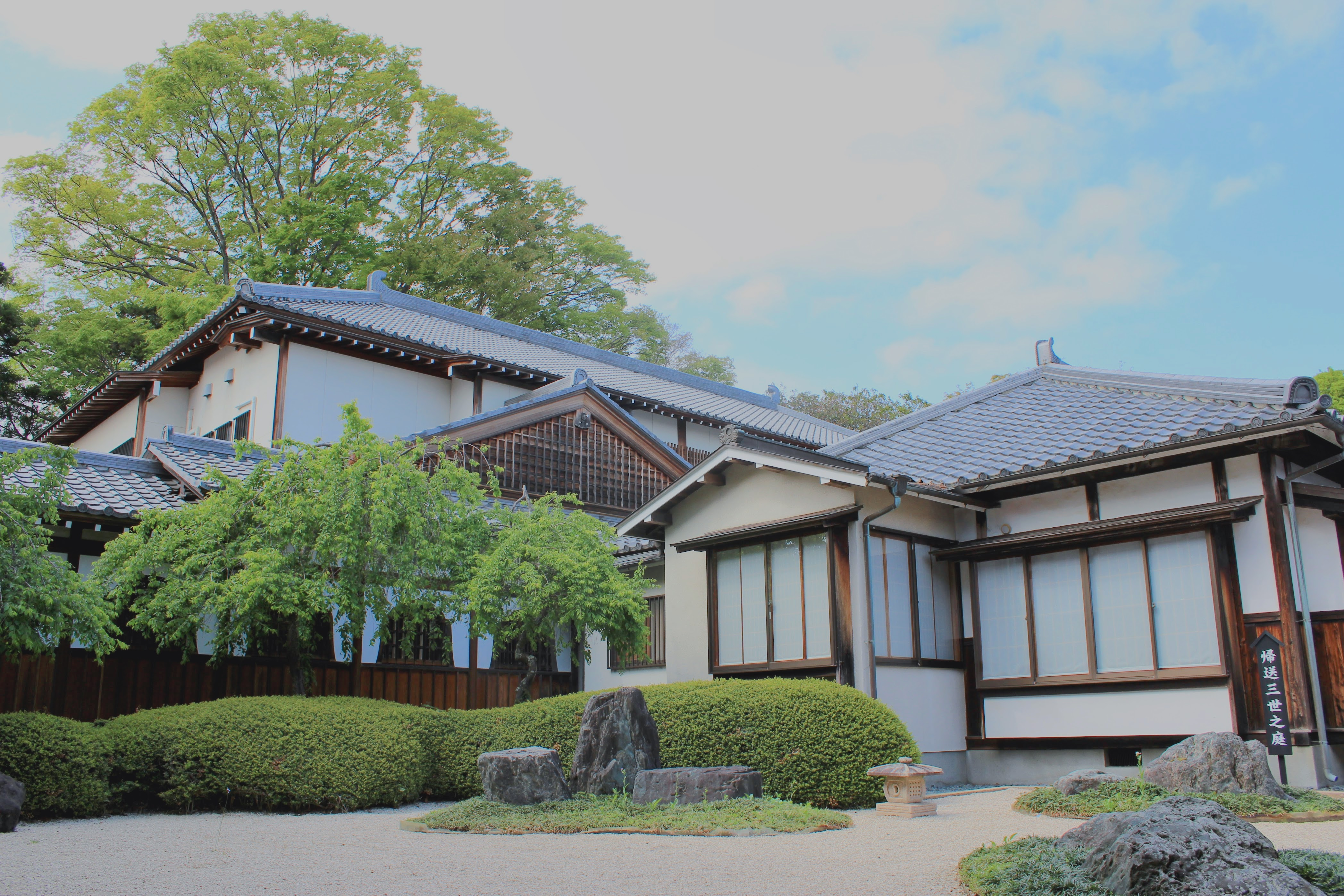
帰送三世之庭

## 歴代住職
歴代住職の一覧（長松院伝）
- 第1世　　雪渓道瑞（せっけいどうずい）
- 第2世　　陽室長淳（ようしつちょうじゅん）
- 第3世　　繁廣元茂（はんこうげんぼう）
- 第4世　　貴翁黁悦（きおうこうえつ）
- 第5世　　南渓傳夜（なんけいでんや）
- 第6世　　在庵長存（ざいあんちょうそん）
- 第7世　　久山全良（きゅうざんぜんりょう）
- 第8世　　益室鱗鯨（えきしつりんけい）
- 第9世　　松室長祝（しょうしつちょうしゅう）
- 第10世　 雪岩呑積（せきがんどんせき）
- 第11世　 仲室存洞（ちゅうしつそんどう）
- 第12世　 壽残洞察（じゅざんどうさつ）
- 第13世　 報徳澤洞（ほうとくたんどう）
- 第14世　 彊外國道（せいがいこくどう）
- 第15世　 禪海慈門（ぜんかいじもん）
- 第16世　 天瑞陽尊（てんがいようそん）
- 第17世　 宝山海村（ほうざんかいそん）[2]
- 第18世　 巨獄丹山（きょがくたんざん）[3]
- 第19世　 梅澤潭臨（ばいたくたんりん）
- 第20世　 淵龍岭山（しんりゅうれいざん）
- 第21世　 義山髙圓（ぎざんこうえん）[4]
- 第22世　 智門寂慧（ちもんじゃくえ）
- 第23世　 玄中全體（げんちゅうぜんてい）
- 第24世 　大靠虎山（だいこうこざん）
- 第25世　 通山一芳（つうざんいっぽう）
- 第26世　 泰岩碩翁（たいげんせきおう）[5]
- 第27世　 滄海遊？（そうかいゆうはん）[6]
- 第28世　 泰温悛良（たいおんしゅんりょう）
- 第29世　 快堂禅達（かいどうぜんたつ）
- 第30世　 佛心繼宗（ぶっしんけいしゅう）
- 第31世　 月山梅照（がっさんばいしょう）
- 第32世　 一法泰元（いっぽうたいげん）
- 第33世　 規外寶全（きがいほうぜん）
- 第34世　 大光自照（だいこうじしょう）
- 第35世　 興天車隆（こうてんしゃりゅう）
- 第36世　 玉翁谷宗（ぎょくおうこくそう）
- 第37世　 大毎観光（だいまいかんこう）
- 第38世　 道壽天齢（どうじゅてんれい）
- 第39世　 禅戒祖童（ぜんかいそどう）
- 第40世　 忍城義融（にんじょうぎゆう）
- 第41世　 大忍玉淳（だいにんぎょくじゅん）
- 第42世　 潮音禪海（ちょうおんぜんかい）
- 第43世　 寶徳泰禪（ほうとくたいぜん）
- 第44世　 晧月禅栄（こうげつぜんえい）

## 年中行事

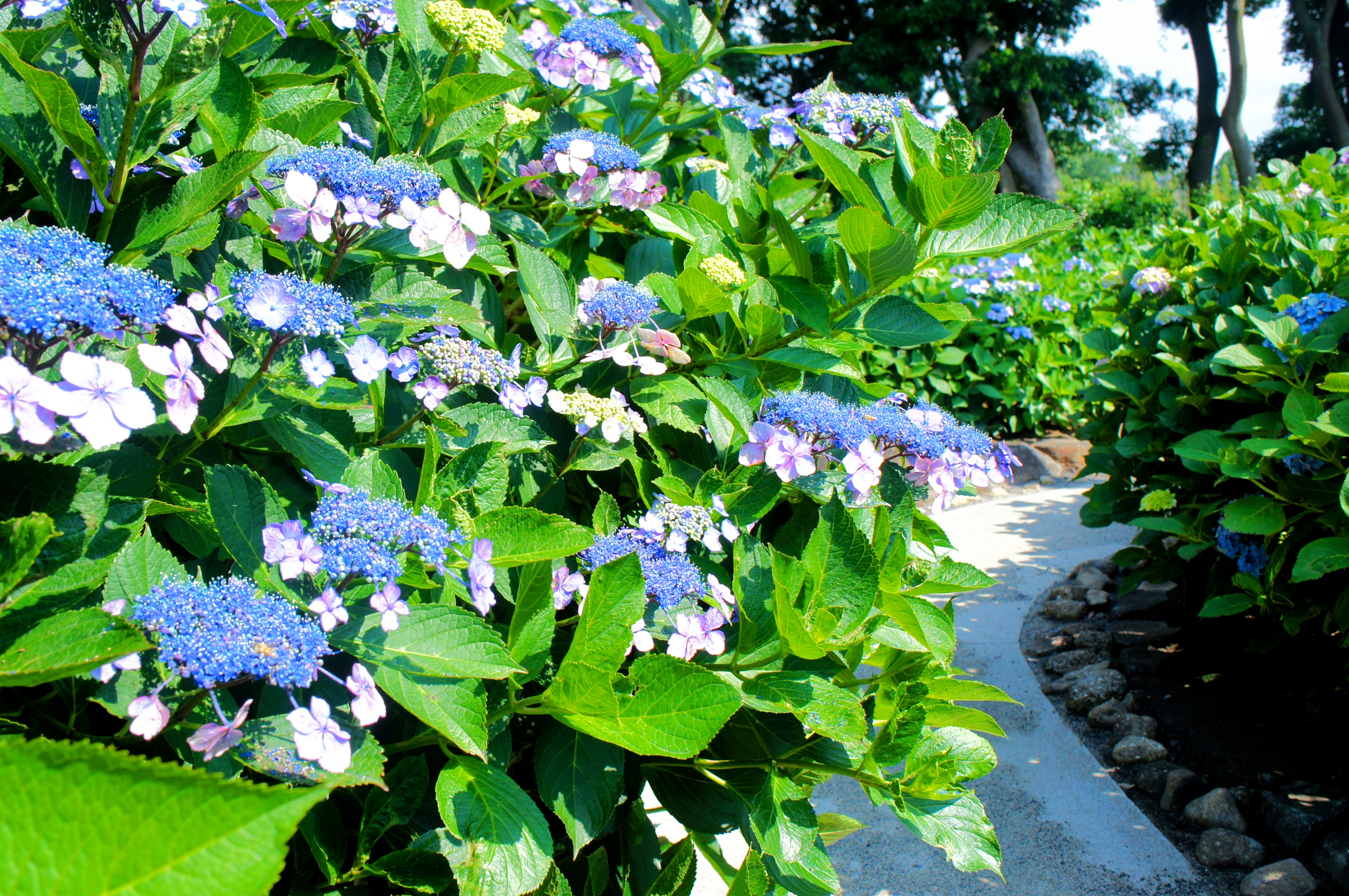
あじさいまつり

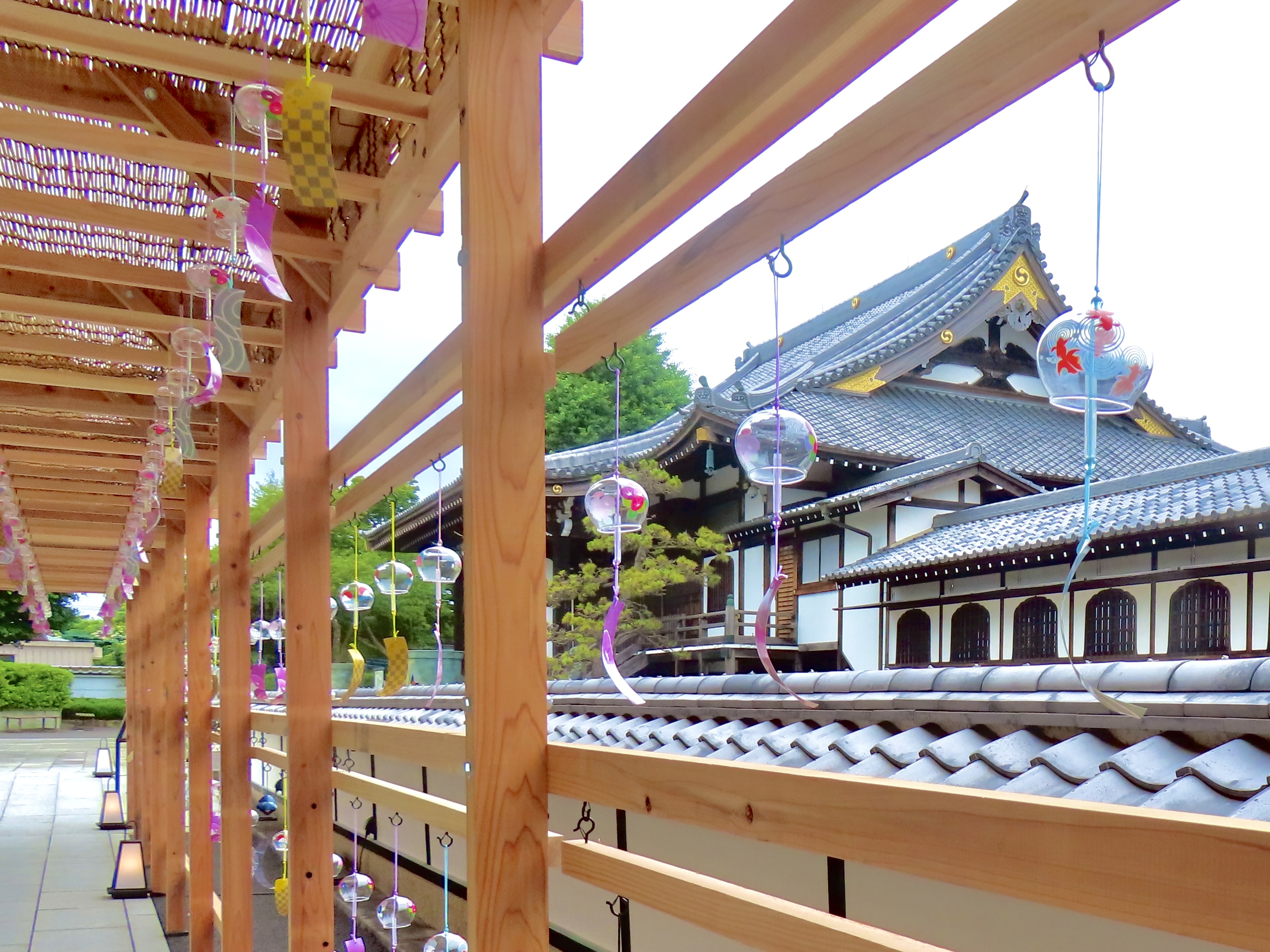
風鈴まつり

- 4月1日〜8日　釈尊降誕会（花まつり）
- 6月15日〜7月15日　あじさいまつり
- 6月15日〜8月15日　風鈴まつり
- 7月中旬　盆精霊棚かざり方講習会
- 8月中旬　山門大施餓鬼会法要
- 9月中旬　秋彼岸会法要
- 12月28日　開基石神城々主忌
- 1月2日　大般若祈祷会法要
- 2月1日〜15日　釈尊涅槃会
- 3月中旬　春彼岸会法要

## アクセス
- 鉄道：JR常磐線東海駅より車で5分
- 車：常磐自動車道東海スマートICより車で7分